# Бербель Кофлер
Бербель Кофлер (24 травня 1967 , Фрайлассінг, Баварія ) — німецький політик із Соціал-демократичної партії (СДПН), державний секретар у Федеральному міністерстві економічного співробітництва та розвитку в коаліційному уряді канцлера Олафа Шольца (з 2021 року), депутатка Бундестагу від землі Баварія (2004), уповноважений федерального уряду з політики прав людини та гуманітарної допомоги у Федеральному міністерстві закордонних справ в уряді канцлера Ангели Меркель (2016-2021).

## Політична кар'єра
21 вересня 2004 року Кофлер перейшла до Бундестагу, щоб замінити покійного Ганса Бюттнера, який представляв райони Берхтесгаден та Траунштайн .
У парламенті Кофлер була членом Комітету із закордонних справ з 2009 року. Вона також працювала в комітеті з економічного співробітництва та розвитку (2005—2016); підкомітеті з ООН (2006—2009); комітеті з прав людини та гуманітарної допомоги (2004—2005) та фінансовому комітеті (2004—2005). Окрім роботи в комітеті, з 2006 по 2013 рік очолювала Німецько-українську парламентську групу дружби.
У депутатській групі СДПН Кофлер належить до парламентських лівих, лівого руху.
Під час переговорів щодо формування Великої коаліції християнських демократів (ХДС разом із ХСС Баварії) та СДПН під керівництвом канцлера Ангели Меркель після виборів 2013 року Кофлер входила до складу делегації СДПН у робочій групі з питань навколишнього середовища та сільського господарства на чолі з Катаріною Райхе та Уте Фогт . На подібних переговорах після федеральних виборів 2017 року вона була частиною робочої групи із зовнішньої політики, яку очолювали Урсула фон дер Ляйєн, Герд Мюллер та Зігмар Габріель .
Під час переговорів щодо формування так званої світлофорної коаліції СДПН, Партії зелених і Вільної демократичної партії (ВДП) після федеральних виборів 2021 року Кофлер знову входила до кладу делегації своєї партії в робочій групі з питань зовнішньої політики, оборони та співробітництва в галузі розвитку та права людини. Цього разу співголовами обрали Гайко Мааса, Оміда Нуріпура та Александера Графа Ламбсдорффа .

## Інші види діяльності
- action medeor, член консультативної ради (з 2016)[17]
- Aktion Deutschland Hilft (Коаліція допомоги Німеччині), член Опікунської ради (з 2016 р.)[18]
- Німецький інститут прав людини (DIMR), член Опікунської ради (з 2016 р.)[19]
- Центр міжнародних миротворчих операцій (ЗІФ), член наглядової ради (з 2014 р.)[20]
- Німецький фонд народонаселення світу (DSW), член парламентської консультативної ради[21]
- IG BCE, член
- IG Metall, член
- Німецька корпорація міжнародного співробітництва (GIZ), член Опікунської ради (2014—2016)[20]